# Firestone (Metro de Los Ángeles)
Firestone es una estación en la línea A del Metro de Los Ángeles y es administrada por la Autoridad de Transporte Metropolitano del Condado de Los Ángeles. Se encuentra localizada en Walnut Park (California), entre Graham Avenue y Firestone Boulevard.

## Conexiones de autobuses
- Metro Local: 55, 115, 254, 355, 612
- Metro Rapid: 715